# BEYOND〜カラダノカナタ
「BEYOND〜カラダノカナタ」（ビヨンド〜カラダノカナタ）は、日本の音楽グループAAAの18枚目のシングル。2008年5月28日にavex traxから発売された。

## 概要
- 前作「MIRAGE」から約4ヶ月ぶりの発売となる。
- 前作「MIRAGE」と同様、CD-EXTRA部分にメンバー出演のバラエティムービー「AAA極秘クラブ弐」を収録。
- 販売店には、4月2日リリースと通達されていたが、5月28日に延期された。
- 4月4日よりmu-mo、レコード会社直営♪、dwango.jpにて着うたが配信された。
- 公式サイトでは発売前に、本作のジャケット写真を使用したオリジナル壁紙のプレゼント企画が行われた[1]。

### 収録曲
BEYOND〜カラダノカナタ
- ミズノアスリート応援ソングのタイアップ[2]。
- シングル表題曲として初めて、全員にソロパートがある。

One Night Animal
- 4つ打ちファンクのディスコサウンドで、サビでのエフェクトがかかっている[2]。
- ライブでは定番曲であり、ファン投票では表題曲よりも上位に上がる。

## 収録内容

### CD+DVD Ver.
1. BEYOND〜カラダノカナタ  [4:51]
（作詞：keyossie and one　作曲：宝満玲央、高梨竜也(ASPHALT FRUSTRATION)）
2. One Night Animal [4:41]
（作詞：leonn　作曲：山田知広　Rap詞：日高光啓）
3. BEYOND〜カラダノカナタ (Instrumental) [4:51]
4. One Night Animal (Instrumental) [4:37]

DVD
1. BEYOND〜カラダノカナタ (Music Clip)

### CD ONLY Ver.
1. BEYOND〜カラダノカナタ [4:51]
2. One Night Animal [4:40]
3. MIRAGE [83key Remix] [4:58]
4. BEYOND〜カラダノカナタ (Instrumental) [4:51]
5. One Night Animal (Instrumental) [4:37]

### CD ONLY (EXTRA仕様) Ver.
1. BEYOND〜カラダノカナタ [4:51]
2. One Night Animal [4:41]
3. BEYOND〜カラダノカナタ (Instrumental) [4:51]
4. One Night Animal (Instrumental) [4:39]

CD-EXTRA収録内容
1. AAA極秘クラブ ～其の弐～